# Zannicranaus
Genre
Zannicranaus est un genre d'opilions laniatores de la famille des Cranaidae.

## Distribution
Les espèces de ce genre sont endémiques d'Équateur.

## Liste des espèces
Selon World Catalogue of Opiliones (11/08/2021) :
- Zannicranaus monoclonius Kury, 2012
- Zannicranaus morlacus Kury, 2012

## Publication originale
- Kury, 2012 : « A new genus of Cranaidae from Ecuador (Opiliones: Laniatores). » Zootaxa, no 3314, p. 31–44.